# متیل‌ایزوتیازولینون
متیل‌ایزوتیازولینون (به انگلیسی: Methylisothiazolinone) یک ترکیب شیمیایی با شناسه پاب‌کم ۳۹۸۰۰ است. که جرم مولی آن ۱۱۵٫۱ g/mol می‌باشد. 